# سیلوان اسپرینگز (آلاباما)
سیلوان اسپرینگز (به انگلیسی: Sylvan Springs) شهری در شهرستان جفرسون ایالت آلاباما است که مساحت آن ۲۲٫۵ کیلومتر مربع است و در سرشماری سال ۲۰۱۰ میلادی، ۱٬۵۴۲ نفر جمعیت داشته و تراکم جمعیتی آن، ۶۸٫۵۳ نفر در هر کیلومتر مربع بوده است.